# Mačkovec pri Suhorju
Mačkovec pri Suhorju este o localitate din comuna Metlika, Slovenia, cu o populație de 8 locuitori.